# Республика Замбоанга
Республика Замбоанга (Соединённая республика Замбоанга) — непризнанное государство, существовавшее в 1899—1903 гг. фактически в пределах города Замбоанга.

## История

### Создание
28 февраля 1899 года было организовано революционное правительство. Генерал Висенте Альварес был избран временным президентом и главнокомандующим. Затем он планировал взять Форт Пилар, который был последней испанской крепостью на Филиппинах.
Республика была официально создана 18 мая 1899 года, при сдаче Форта Пилар революционному правительству Замбоанга под руководством генерала Альвареса. 23 мая 1899 испанцы покинули Замбоангу; при этом было сожжено большинство городских зданий.

### Американская оккупация
Президентство Альвареса было прервано, когда командир Тайтунга, Исидро Мидель, сотрудничавший с американцами в обмен на президентство, отдал приказ о ликвидации майора Меланио Калисто, который исполнял обязанности президента Замбоанга, так как Альварес уехал в Басилан, чтобы набрать больше сил. 16 ноября 1899 Мидель выставил белый флаг над Фортом Пилар в качестве сигнала оккупационным американским войскам. Таким образом, правительство Альвареса было свергнуто. Сам Альварес и его союзники были вынуждены бежать в близлежащий город Мерседес, затем на остров Басилан. В декабре 1899 23-й американский пехотный полк командира Пратта прибыл в Замбоангу и захватил Форт Пилар. После этого Замбоанга, возглавляемая Исидро Миделем, фактически оказалась под протекторатом США.
В марте 1901 года американцы разрешили провести выборы в республике, на которых победил Мариано Аркьюза, правительство которого было не эффективным. В марте 1903 года Республика Замбоанга была распущена, после чего была образована провинция Моро, губернатором которой впоследствии стал бригадный генерал Леонард Вуд.

## Территория
Острова Минданао, Басилан, Сулу, охватывающие все южные Филиппины, являлись заявленной территорией Республики Замбоанга, которая фактически контролировала только город Замбоанга.